# Amphiprion ephippium
Amphiprion ephippium là một loài cá hề thuộc chi Amphiprion trong họ Cá thia. Loài này được mô tả lần đầu tiên vào năm 1790.

## Từ nguyên
Từ định danh của loài trong tiếng Latinh có nghĩa là "yên ngựa", hàm ý đề cập đến một vùng màu đen ở nửa sau thân trên của cá con (thu hẹp thành một vệt đốm lớn ở cá trưởng thành).

## Phạm vi phân bố và môi trường sống
A. ephippium được ghi nhận từ quần đảo Andaman và Nicobar và biển Andaman trải dài đến bán đảo Mã Lai cùng hai đảo Sumatra và Java (Indonesia).
A. ephippium sinh sống gần các rạn san hô trên nền đáy cát ở độ sâu đến ít nhất là 15 m. Chúng sống cộng sinh với hai loài hải quỳ, là Entacmaea quadricolor và Heteractis crispa.

## Mô tả
A. ephippium có chiều dài cơ thể tối đa được ghi nhận là 14 cm. Loài cá hề này có màu cam ửng đỏ với một vệt đen lớn ở hai bên thân (vệt đen này rất lớn ở cá con và thu hẹp dần khi chúng trưởng thành). Cá con có 2-3 sọc trắng trên cơ thể, trong khi cá trưởng thành lại không có bất kỳ sọc trắng nào, điều này giúp phân biệt A. ephippium với các loài cá hề trưởng thành có màu đỏ cam khác là Amphiprion frenatus, Amphiprion melanopus và Amphiprion rubrocinctus.
Số gai ở vây lưng: 10–11; Số tia vây ở vây lưng: 16–18; Số gai ở vây hậu môn: 2; Số tia vây ở vây hậu môn: 13–14.

## Sinh thái học
Thức ăn của A. ephippium là động vật phù du, một số loài thủy sinh không xương sống và tảo.
A. ephippium là một loài lưỡng tính tiền nam (cá cái trưởng thành đều phải trải qua giai đoạn là cá đực) nên cá đực thường có kích thước nhỏ hơn cá cái. Một con cá cái sẽ sống thành nhóm cùng với một con đực lớn (đảm nhận chức năng sinh sản) và nhiều con non nhỏ hơn. Trứng được cá đực lớn bảo vệ và chăm sóc đến khi chúng nở.

## Thương mại
A. ephippium được đánh bắt bởi những người thu mua cá cảnh và cũng đã được nhân giống nuôi nhốt.